# 廿日市市立大野東小学校
廿日市市立大野東小学校(はつかいちしりつおおのひがししょうがっこう)は広島県廿日市市にある小学校。

## 沿革
小学校の前身は教育者・清古高次郎によって創立された「高塾後」であり、以下は「明心舎」以降の沿革。
- 1873年6月 - 大野村891番屋敷の個人宅を校舎にあてる。塾名は「明心舎」
- 1874年10月 -  大野村鯛の原に移転。延命寺掛持家蓮華寺を仮校舎とする。
- 1880年7月 -  広島県佐伯郡大野村立大野上小学校と改称
- 1887年4月 -  広島県佐伯郡大野村公立大野簡易科小学校と改称
- 1909年11月 -  義務教育年限が6年となる。教室不足し新校舎建設移転完了
- 1933年3月 -  新校舎落成
- 1941年4月 -  広島県佐伯郡大野村立大野東国民学校と改称
- 1947年4月 -  広島県佐伯郡大野村立大野東小学校と改称
- 1950年4月 -   広島県佐伯郡大野町立大野東小学校と改称
- 1976年11月 -  学校安全優良校として文部大臣表彰
- 1977年11月 - 広島県学校給食優良校として表彰
- 2005年11月 -  廿日市市と合併により、廿日市市立大野東小学校と改称
- 2014年11月 -  平成２６年度優れた「地域による学校支援活動」推進にかかる文部科学大臣賞受賞
- 2023年-150周年記念の式典が行われ、卒業生である松本太郎も出席した

## 著名な出身者

### 政治
- 井上ちさこ（廿日市市議会議員）
- 松本太郎（廿日市市長）

### スポーツ
- 中村奨成（プロ野球選手、広島東洋カープ所属）
- 山﨑大地（サッカー選手、サンフレッチェ広島所属）

### アナウンサー
- 森本晴香（フリーアナウンサー、 office SERENO代表取締役）

### 文化
- 清古尊（手形コレクター、チョキサウルス協会代表、原爆ドーム合作絵画の会代表）